# Juré
For the style of Louisianan Creole music, see Juré (music).
Juré là một xã trong tỉnh Loire miền trung nước Pháp.